# Киселёв, Евгений Алексеевич
Евге́ний Алексе́евич Киселёв (род. 15 июня 1956, Москва, СССР) — советский, российский и украинский журналист, теле- и радиоведущий, кинодокументалист, медиаменеджер, политический обозреватель.
С 1992 по 2003 год — ведущий авторской общественно-политической программы «Итоги», в 1996 году удостоенной премии «ТЭФИ». С октября 1993 по апрель 2001 года работал на НТВ, в 2000—2001 был генеральным директором канала «НТВ». 14 апреля 2001 года покинул телеканал и перешёл на «ТВ-6», который возглавлял до его закрытия в январе 2002 года. С июня 2002 по июнь 2003 года был главным редактором канала ТВС. С 2005 года сотрудничал с «Эхом Москвы».
В 2009 году переехал на Украину, где до 2016 года работал на канале «Интер». Ведущий телеканала «Украина 24» (2020—2022).

## Биография

### Начальный период
Родился 15 июня 1956 года в Москве в семье инженеров-металловедов. Отец, Алексей Александрович Киселёв (1911—1988) — советский учёный, инженер, специалист в области авиационного и ракетного металловедения.
Получил среднее образование в спецшколе № 123 МЖД с углублённым изучением английского языка.
В 1979 году с отличием окончил историко-филологический факультет Института стран Азии и Африки при МГУ им. М. В. Ломоносова по специальности «историк-востоковед», в 1977—1978 годах проходил стажировку в Иране.
В 1979—1981 годах проходил службу офицером-переводчиком в Афганистане, где работал переводчиком в Группе советских военных советников.
В 1981—1984 году преподавал персидский язык в Высшей школе КГБ СССР имени Ф. Э. Дзержинского.

### Работа в СМИ

#### СССР
В 1984—1987 годах работал в Главной редакции вещания на страны Ближнего и Среднего Востока Гостелерадио СССР.
В 1987—1990 годах — ведущий программы «90 минут» (позже — «120 минут») («Первая программа ЦТ») и репортёр информационных программ Центрального Телевидения.
В 1990 году — один из ведущих программы «ТСН».

#### Россия
В 1991 году — ведущий программы «Вести» («Российское телевидение»).
С января 1992 по июнь 2003 года — автор и ведущий информационно-аналитической программы «Итоги» («1-й канал Останкино» (1992—1993), НТВ (1993—2001), ТНТ (2001), ТВ-6 (2001—2002), ТВС (2002—2003)).
С октября 1993 по апрель 2001 года работал на НТВ, основанном медиамагнатом Владимиром Гусинским. Неизменный ведущий программы «Итоги».
В 1993—1997 годах — вице-президент ТОО «Телекомпания НТВ».
С октября 1995 по декабрь 1997 года — ведущий программы «Герой дня».
В 1999—2000 годах — ведущий ток-шоу «Глас народа».
С 1997 по 2001 год — председатель совета директоров ТОО «Телекомпания НТВ» (с 1998 — ОАО «Телекомпания НТВ»).
Со 2 февраля 2000 по 3 апреля 2001 года — генеральный директор ОАО «Телекомпания НТВ» (с 17 января по 2 февраля 2000 года — исполняющий обязанности генерального директора). В 2001 году — главный редактор НТВ.

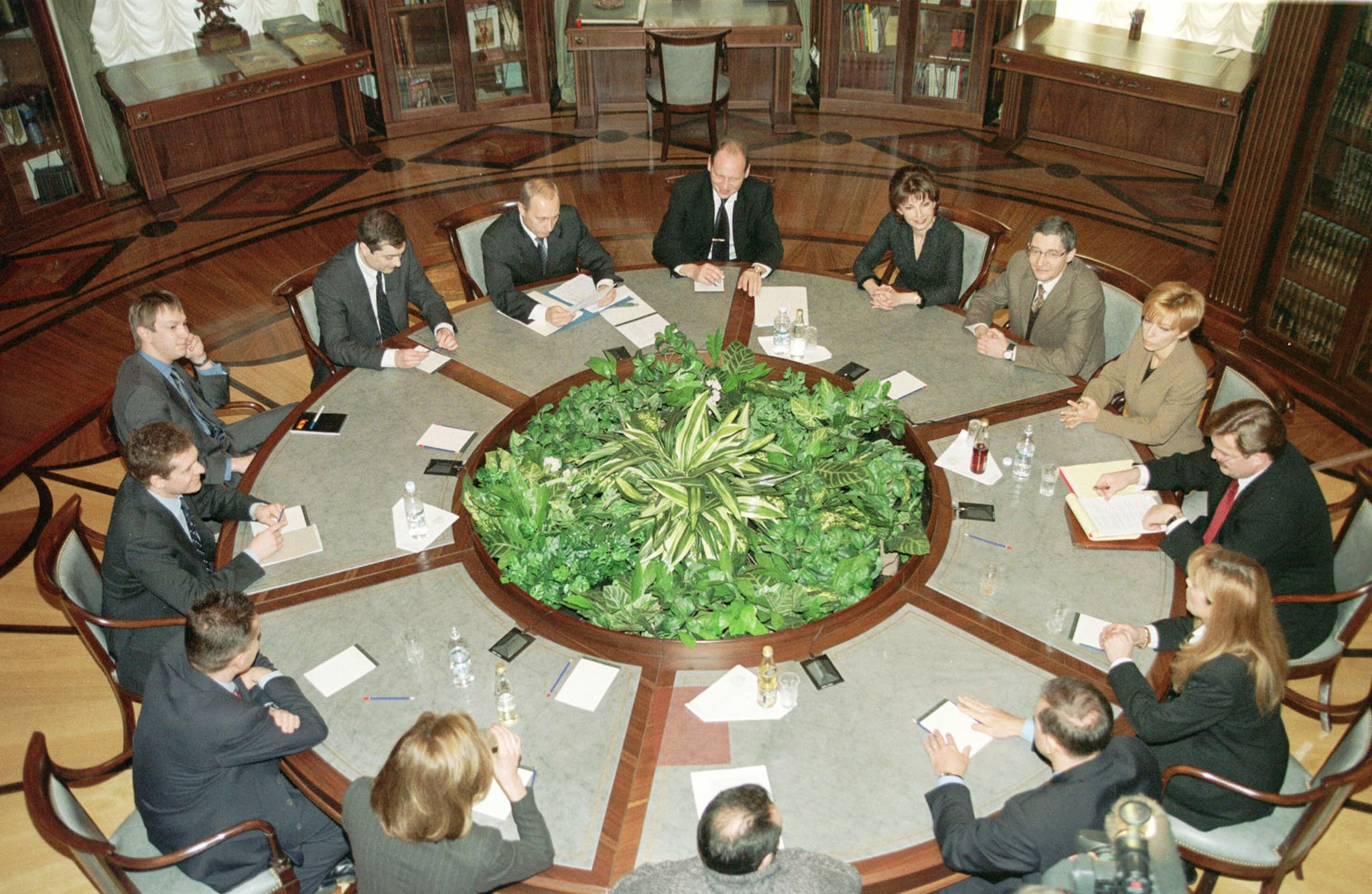
Коллектив НТВ на встрече с Владимиром Путиным, Киселёв — крайний справа. 29 января 2001 года

14 апреля 2001 года покинул телеканал ввиду несогласия с решением совета директоров НТВ о смене руководства телекомпании и нежелания работать «под контролем государства».
С 14 мая 2001 по 21 января 2002 года — генеральный директор ЗАО «Московская независимая вещательная корпорация» («ТВ-6 Москва») (с 14 апреля по 14 мая 2001 года — исполняющий обязанности генерального директора). Телеканал «ТВ-6» был отключён от эфира в ночь с 21 на 22 января 2002 года, но сам Киселёв формально продолжал числиться гендиректором ЗАО «МНВК» вплоть до июня 2002 года, поскольку юридически компания тогда ещё существовала.
С июня 2002 по июнь 2003 года — главный редактор ЗАО «Шестой телеканал» (ТВС). После ухода с ТВС генерального продюсера Александра Левина и руководителя информационных программ Григория Кричевского (в январе и марте 2003 года соответственно) в ведение Киселёва перешли их обязанности, которые он исполнял вплоть до закрытия телеканала 22 июня 2003 года.
С сентября 2003 по лето 2005 года — главный редактор газеты «Московские новости». Вёл там авторскую колонку главного редактора, в которой размышлял над одной из главных политических тем недели. Покинул газету в связи с переходом её от Леонида Невзлина к новому собственнику Вадиму Рабиновичу.
В 2005 году перешёл на радиостанцию «Эхо Москвы»: с сентября 2005 по октябрь 2006 года — ведущий программы «Разбор полётов»; с декабря 2006 по сентябрь 2009 года — ведущий программы «Власть с Евгением Киселёвым» (также выходила на телеканале RTVi) и историко-просветительской программы «Наше всё». Продолжал сотрудничать с данной радиостанцией как гость её различных передач вплоть до её закрытия в марте 2022 года.
С 2007 по 2008 год некоторое время работал руководителем телекомпании «Эхо-ТВ», московского представительства телеканала RTVi, тогда принадлежавшего Владимиру Гусинскому (сменил на этом месте Андрея Норкина).
Также делал ежемесячные колонки для журнала «GQ Россия» (2005—2009) и газеты «The Moscow Times» (2008—2014). Автор многочисленных публикаций в интернет-издании «Газета.Ru» (2006—2007), в русской версии журнала «Форбс» (2006) и еженедельнике «The New Times» (2007—2014, 2016—2017). Собирает коллекцию вин, с декабря 2006 по июнь 2008 года вёл колонку в журнале «Виномания». С февраля 2010 года был участником проекта «Сноб», недолгое время в 2014 году вёл там авторский блог.

#### Украина
C июня 2008 года совмещал работу на «Эхе Москвы» и RTVi с должностью главного редактора-консультанта украинского телеканала ТВі, одним из акционеров которого был Владимир Гусинский. С января по сентябрь 2009 года — ведущий еженедельной информационно-аналитической программы «Наверху» (ТВі), аналогичной российским «Итогам». В сентябре 2009 года между акционерами канала ТВi возник бизнес-конфликт, причиной которого была названа продажа Гусинским телеканалу собственного продукта по завышенной цене. В результате Гусинский покинул состав учредителей, а Киселёв принял решение об увольнении. В эфире последней программы «Наверху» Киселёв объявил о «приостановке» её выхода, пояснив это тем, что акционеры канала ТВi не согласны с его параллельной работой на телеканале «Интер» (на тот момент в эфир «Интера» уже вышел один выпуск программы «Большая политика»).

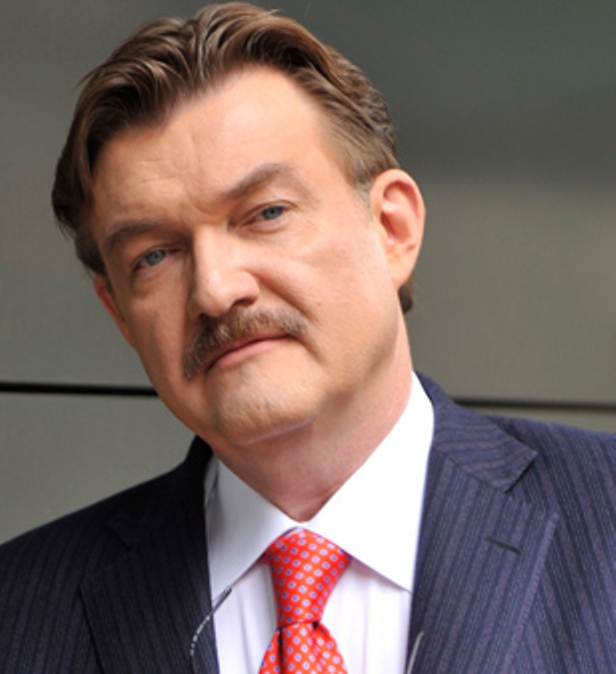
Киселёв в 2010 году

С 25 сентября 2009 по 21 декабря 2012 года — ведущий общественно-политической программы «Большая политика с Евгением Киселёвым» («Интер»).
С февраля 2013 года — директор ООО «Национальные информационные системы», которое производило программы «Новости», «Подробности» и «Подробности недели» для телеканала «Интер».
С 9 июня 2013 года — ведущий воскресной программы «Подробности недели с Евгением Киселёвым» («Интер») (ранее программу под названием «Подробности недели» вёл Олег Панюта). Программа претерпела значительные изменения. Гораздо больше внимания стало уделяться анализу событий в мире, российской политике, годовщинам важных событий прошлого. С 1 по 29 сентября 2013 года «Подробности недели» выходили в новом формате. Хронометраж увеличился вдвое и составил около полутора часов, а также программа, как и обещал ранее её ведущий, стала «более авторской».
2 октября 2013 года Евгений Киселёв подал в отставку с должности директора ООО «Национальные информационные системы» по собственному желанию, пояснив это так: «Причиной ухода стали мои личные обстоятельства, которые складываются таким образом, что я не могу в полную силу исполнять мои нынешние обязанности». В комментарии украинскому интернет-изданию «Телекритика» Евгений Киселёв сообщил, что не будет вести программу «Подробности недели». В тот же день пресс-центр международной группы компаний Group DF (основатель — известный украинский бизнесмен и крупный инвестор Дмитрий Фирташ) распространил сообщение о том, что Евгений Киселёв назначен штатным советником управляющего директора Group DF Бориса Краснянского.
5 июня 2013 года пресс-служба президента Украины сообщила о встрече Виктора Януковича с представителями украинских СМИ накануне Дня журналиста. В материале утверждалось, что присутствовавший на встрече Евгений Киселёв обратился к президенту Украины «с просьбой о получении украинского гражданства». Новость была быстро растиражирована множеством СМИ. Сам Киселёв в интервью интернет-изданию «Украинская правда» опроверг эту информацию, отметив, что эта новость была вырвана из контекста разговора, который состоялся на обеде с президентом в присутствии коллег.
С 16 мая 2014 года по 15 апреля 2016 года — ведущий еженедельного политического ток-шоу «Чёрное зеркало» на телеканале «Интер». 15 апреля 2016 года в прямом эфире заявил о своём уходе с телеканала «Интер» из-за «желания заняться новыми проектами в области независимой политической журналистики». В 2017 году тележурналист так рассказал о своём уходе с этого канала:

Ситуация с моим увольнением действительно зависла на месяц, я продолжал выходить в эфир с «Чёрным зеркалом», но каждый раз спрашивал собственников телеканала: «Что дальше? Я продолжаю работать?». В ответ раздавалось что-то невнятное, а в пятницу, 15 апреля, в день выхода «Черного зеркала», Сергей Лёвочкин всё-таки со мной встретился и заявил: «К сожалению, атаку на вас отбить не удалось, сегодняшний эфир вы вести не будете». Я лишь сказал, что должен по крайней мере выйти к зрителям и официально заявить о своем уходе. «Делайте как хотите», — ответил Лёвочкин. В результате родилось то, что родилось: я вышел на публику и сказал, что ухожу с «Интера».

…когда летом прошлого [2016-го] года я попросил о встрече президента Украины, и Порошенко меня принял, он прямо сказал: «Я точно знаю, почему вам пришлось уйти с „Интера“. Этого от собственников канала потребовал Путин». У меня нет оснований не верить президенту Украины.

13 июля 2016 года объявил о переходе на телеканал NewsOne, на котором с 24 августа того же года был одним из ведущих программы «Большое интервью», а с 18 ноября вёл еженедельное пятничное ток-шоу «Большое контрвью». 9 января 2017 года вместе с продюсером Алексеем Семёновым и телеведущим Матвеем Ганапольским покинул телеканал, чтобы приступить к работе над другим медиа-проектом.
С 24 августа 2017 по 22 августа 2019 года — ведущий информационного телеканала «Прямой», созданного на базе телеканала «ТОНИС», где вёл программы «Итоги дня», «Итоги недели», «Киселёв. Авторское» и «МЕМ». По своим словам, покинул канал, чтобы «начать писать большую книгу».
С 6 сентября 2019 года — ведущий авторского комментария «Особистий код» («Личный код») на радиостанции «Радио НВ». Ранее уже сотрудничал с данным радио — с 16 марта по 6 апреля 2018 года был ведущим передачи «Час відповідати».
Спустя два месяца после этого, 31 октября 2019 года, Киселёв открыл на YouTube свой канал «Кисельные берега», где, помимо приветствия, было также выложено часовое видео об известных личностях, по политическим причинам переселившихся на территорию Украины. Среди интервьюируемых Киселёвым людей были Матвей Ганапольский, Илья Пономарёв, Айдер Муждабаев, Мария Максакова, Мария Гайдар и другие.
С 19 января 2020 по 20 февраля 2022 года — ведущий еженедельной авторской аналитической передачи о событиях в Украине и мире «Реальная политика с Евгением Киселёвым» на информационном телеканале «Украина 24».
C 10 марта по 21 июля 2022 года — ведущий слота «Украина 24» русскоязычного информационного марафона «Freeдом».

#### Польша
С 12 февраля по 14 марта 2018 года — ведущий телепрограммы «Территория правды» на «Белсате».

### Обвинения в сотрудничестве с КГБ СССР
По информации Александра Коржакова, 16 августа 1988 года был завербован органами госбезопасности с присвоением оперативной клички «Алексеев». В ответ Киселёв подал жалобу генеральному прокурору по факту клеветы, после чего против Коржакова было возбуждено уголовное дело.

## Общественная позиция
Евгений Киселёв в основном положительно оценивает президентство Бориса Ельцина и резко отрицательно — деятельность Владимира Путина во власти. Заявлял, что единственное, с чем он был не согласен с первым президентом России, — выбор Путина в качестве своего преемника. В 2004 стал одним из учредителей «Комитета 2008», группы политиков и общественных деятелей, выступающих с критикой президента Путина.
Осенью 2004 года поддержал украинскую Оранжевую революцию. Неоднократно выступал по этому поводу в разных украинских СМИ.
В марте 2014 года в одном из интервью касательно аннексии Крыма подверг резкой критике внешнюю политику России по отношению к Украине, заявив, что он не хочет быть причастным к стране, которая совершает против Украины агрессию, и что ему стыдно быть российским гражданином.
В сентябре 2014 года подписал заявление с требованием «прекратить агрессивную авантюру: вывести с территории Украины российские войска и прекратить пропагандистскую, материальную и военную поддержку сепаратистам на Юго-Востоке Украины».
«Россия не получилась такой, которую мы хотели иметь. И мне ужасно сейчас хотелось бы сказать о том, что не дай Бог, украинские наши коллеги повторят те ошибки, которые мы делали. И не только украинские коллеги, чтобы украинская власть не повторяла те ошибки, в результате которых тот режим сложился в России», — говорит он в 2015 году.
10 июня 2016 года сообщил о возбуждении против себя уголовного дела в РФ из-за высказываний в поддержку Надежды Савченко. По сведениям журналиста, дело идёт по статье 205.2 УК РФ («Публичные призывы к осуществлению террористической деятельности или публичное оправдание терроризма») с максимальной мерой наказания семь лет тюремного заключения. В рамках этого уже прошли допросы супруги и обыск по месту жительства. На фоне этих событий Евгений Киселёв в открытом обращении к президенту Украины Петру Порошенко призвал на государственном уровне решить вопрос о предоставлении политического убежища российским оппозиционерам режиму президента Владимира Путина. 17 июня 2016 года Евгений Киселёв сообщил, что Пётр Порошенко лично пообещал ему содействовать в помощи гражданам России, которые просят убежища в стране.
О своём вероисповедании Киселёв говорит: «Хочу оговориться: я не принадлежу ни к русской православной, ни к католической церкви, я — старомодный атеист и поэтому ощущаю себя равноудалённым и от Франциска, и от Кирилла».
3 сентября 2017 года в беседе с главой Службы безопасности Украины Василием Грицаком Киселёв заявил о том, что российские спецслужбы активно могут использовать ближневосточных беженцев, находящихся в Западной Европе, для осуществления различных провокаций.
Рассуждая о том, почему к власти в Венесуэле пришёл бывший водитель автобуса Николас Мадуро, Киселёв пришёл к выводу, что зачастую автократы, диктаторы и популисты избираются демократически, поскольку «народ, в большинстве своём, к сожалению, состоит из людей недалёких, ограниченных, невзыскательных, доверчивых и малообразованных — хоть режьте меня, хоть бейте меня, но для кого-то народ — охлос, плебс, толпа, а порой, извините за грубое слово — быдло».
С февраля 2022 года является участником Антивоенного комитета России.
5 апреля 2022 года Минюст России внёс Киселёва и журналиста Матвея Ганапольского в список физических лиц — «иностранных агентов». Они стали первыми людьми, внесёнными именно в этот список, а не в список СМИ — «иностранных агентов». 15 июля объявлен МВД России в розыск.
22 февраля 2024 года был включён Росфинмониторингом в «перечень экстремистов и террористов».

## Критика
Виктор Шендерович — о временах работы Киселёва в «Московских новостях»:
В конце концов, Вы не пропадёте - можно подыскать ещё какое-нибудь место для надувания щёк. Вы же «бренд»… И последнее. Знаете, в чём главная проблема российской демократии? Не в Путине, и не в чекистах вообще, и не в номенклатуре… Главная проблема – в том, что с демократией и её ценностями в общественном сознании начинают ассоциироваться такие двусмысленные люди, как Вы.
Максим Соколов о позиции Киселёва на украинском телевидении:
Пример гражданина России Е.А. Киселёва, призывающего киевских телезрителей к похищению других граждан России в видах торговли заложниками, показывает, что и в XXI веке острая коллизия лояльностей вполне может возникнуть, после чего остаётся место только для одной лояльности. Которую приходится доказывать со всем рвением. Выбирая себе новое ПМЖ, разумно иметь казус Е.А. Киселёва в виду, с тем чтобы XXI век не настиг будущего эмигранта совсем уже внезапно.
Оценивая роль Е. Киселёва в освещении избирательной кампании 1999—2000 г. в России, кандидаты филологических наук и доценты кафедры периодической печати факультета журналистики МГУ Л. О. Реснянская и Е. А. Воинова, и филолог О. И. Хвостунова отмечали: 

Для подогрева настроений и стимуляции активности избирателей использовались две безотказные пока ещё в России технологии — компромат и мифотворчество, или изгнание дьявола и создание бога. Роль ударных сил в информационной накачке граждан отводилась так называемым аналитическим, авторским программам общенациональных каналов. «Гладиаторы» С. Доренко и Н. Сванидзе (ОРТ и РТР) против другого «гладиатора» Е. Киселёва (НТВ) сыграли в не ими написанном сценарии «плохих» и «хороших» парней, прикрывая в виртуальном пространстве схватку и торг за доминирование в политэкономической сфере недоделивших собственность элит и «выпуская пар» недовольства властью.

## Семья и личная жизнь
- Отец, Алексей Александрович Киселёв — инженер-металловед, лауреат Сталинской премии II степени.
- Женат вторым браком на своей однокласснице, Марине Гелиевне Шаховой (псевдоним Маша Шахова[83]; род. 1956), окончившей факультет журналистики МГУ[83][84]. Вела передачу «Дачники», продюсер передачи «Фазенда», за передачу на канале ТВС «Дачники» Шахова получила премию «ТЭФИ-2002», как дизайнер выставлялась в Малом Манеже[83][85].
  - Сын Алексей Киселёв (р. 1983), был дважды женат[86], с 2018 года женат третьим браком на актрисе Марии Фоминой. Занимается бизнесом[87], кинопродюсер, в настоящее время — креативный директор кинокомпании «Небо»[88].
    - Внучка Анна Киселёва (р. 2018) — от третьего брака сына с Марией Фоминой[89];
    - Внук Георгий Киселёв (р. 2001) — от первого брака сына с Майей Тархан-Моурави[89].
- Тесть — Гелий Алексеевич Шахов[90], был одним из руководителей Гостелерадио СССР, журналист, был корреспондентом в Кении, бывший главный редактор Иновещания на США и Великобританию, незадолго до смерти перевёл мемуары Керенского, которые вышли в начале 1990-х, встречался в США с Александром Керенским в начале 1960-х[84][91][92].
- Тёща — Эрна Яковлевна Шахова[85], работала переводчицей в издательстве «Художественная литература» и телекомпании НТВ, была ведущим редактором редакции зарубежной литературы издательства «Художественная литература» и получила звание Заслуженный работник культуры Российской Федерации в 1996 году[84][87][93][94].

## Документальные фильмы
НТВ
- Новейшая история. Тегеран-99 (премьера — 11 февраля 1999)
- Новейшая история. Афганский капкан (премьера — 15 февраля 1999)[95]
- Новейшая история. Тайна гибели К-129 (премьера — 9 марта 1999)
- Новейшая история. Правнук императора (премьера — 25 марта 1999)
- Новейшая история. Самый человечный человек (премьера — 1 июня 1999)
- Новейшая история. Загадочный генсек (премьера — 15 июня 1999)
- Новейшая история. Тайна дела Розенбергов (премьера — 22 июня 1999)
- Новейшая история. Мировая революция для товарища Сталина (2 серии) (премьера — 20 и 21 декабря 1999)
- Новейшая история. Афганский капкан-2 (премьера — 27 декабря 1999)
- Новейшая история. Президент Всея Руси (4 серии) (премьера — с 4 по 7 апреля 2000)
- Новейшая история. Андропов (2 серии) (премьера — 1 и 2 ноября 2000)
- Новейшая история. «Спартак» — игра на поле истории (4 серии) (премьера — с 3 по 24 декабря 2000)[96]
- Новейшая история. Похищение огня (2 серии) (премьера — 13 и 14 декабря 2000)
- Александр Исаевич, его друзья и враги (2003)[97] — планировался к показу на ТВС, затем на НТВ, но не вышел в эфир[98], в итоге был показан 22 и 23 мая 2004 года на «НТВ Мир»

ТВ-6
- Новейшая история. Три дня в августе (премьера — 19 августа 2001)[99]
- Новейшая история. Страсти по Нобелю (5 серий) (премьера — с 10 по 14 декабря 2001)[100]

ТВС
- Рыцарь Овального кабинета (премьера — 1 июня 2002, позже повторялся на НТВ)[101]
- Таганка с Мастером и без (2 серии) (премьера — 28 сентября 2002, 25 января 2003)[102]
- Папа Римский (2 серии) (премьера — 16 и 17 октября 2002)[103]
- Хрущёв: наследник Сталина (2 серии) (премьера — 5 и 6 марта 2003)[104]

Интер
- Кейт и Уильям. Королевская свадьба (премьера — 28 апреля 2011)[105]
- Майдан. 4 версии оранжевой революции (2010, премьера — 25 и 26 ноября 2011)

## Награды
- Орден Креста земли Марии IV степени (5 февраля 2004 года, Эстония)[106].
- Международная премия за свободу прессы Комитета защиты журналистов (1995)[107].
- Премия «ТЭФИ» за лучшую телевизионную аналитическую программу («Итоги») (1996).
- Лауреат премии «Телегранд», вручаемой за вклад в развитие российского телевидения и радиовещания (1999)[108].
- Премия «Золотое перо России» Союза журналистов РФ (1999)[109].
- Лауреат премии «ТЭФИ» за ток-шоу «Глас народа» (2000)[110].